# Капара (місто)
Капара (лат. Capara або лат. Capera) — давньоримське місто в провінції Лузітанія. Знаходиться в Іспанії на території муніципалітету Оліва-де-Пласенсія в провінції Касерес, автономна область Естремадура. Тетрапілон в самому центрі стародавнього міста з 1931 року має статус пам'ятки архітектури.

## Місцезнаходження
Капара знаходиться приблизно за 500 м на південь від річки Амброз на так званому «Срібному шляху» (Віа-де-ла-Плата), який проходив з півдня з Севільї (Hispalis) через Мериду (Emerita Augusta) і Саламанку (Helmantica) в місто Асторга (Asturica Augusta) на півночі; дорога мала відгалуження в бік міста Іданя-а-Веля (Egitania), яке наразі знаходиться на території Португалії, міста Коріа (Caurium) і Талавера-ла-Велья (Augustobriga). Сьогодні місце, де знаходилося місто Капара, є частиною території міста Пласенсія.

## Історія
Пліній Старший згадує серед платників данини Риму жителів Лузітанії каперійців, тобто, як вважається, жителів Капари. При імператорі Нероні в 58 році був встановлений міліарій. Час розквіту міста відноситься до II—III століть. Клавдій Птолемей (близько 100—170 років) згадує Капару як місце проживання веттонів.

## Римське місто
Місто займало площу 15 або 16 га; воно було оточене кам'яною стіною (можливо, тільки в III столітті). Тетрапілон (єдина збережена споруда) стояв на перетині головних вулиць міста — кардо максимус і декуманус. Неподалік від тетрапілона перебували терми і форум, а амфітеатр розташовувався за міською стіною. Приблизно за 500 м на північ від тетрапілона знаходиться двоарковий кам'яний міст через річку Амброз, римського походження, який протягом своєї довгої історії неодноразово перебудовувався і відновлювався.

## Галерея

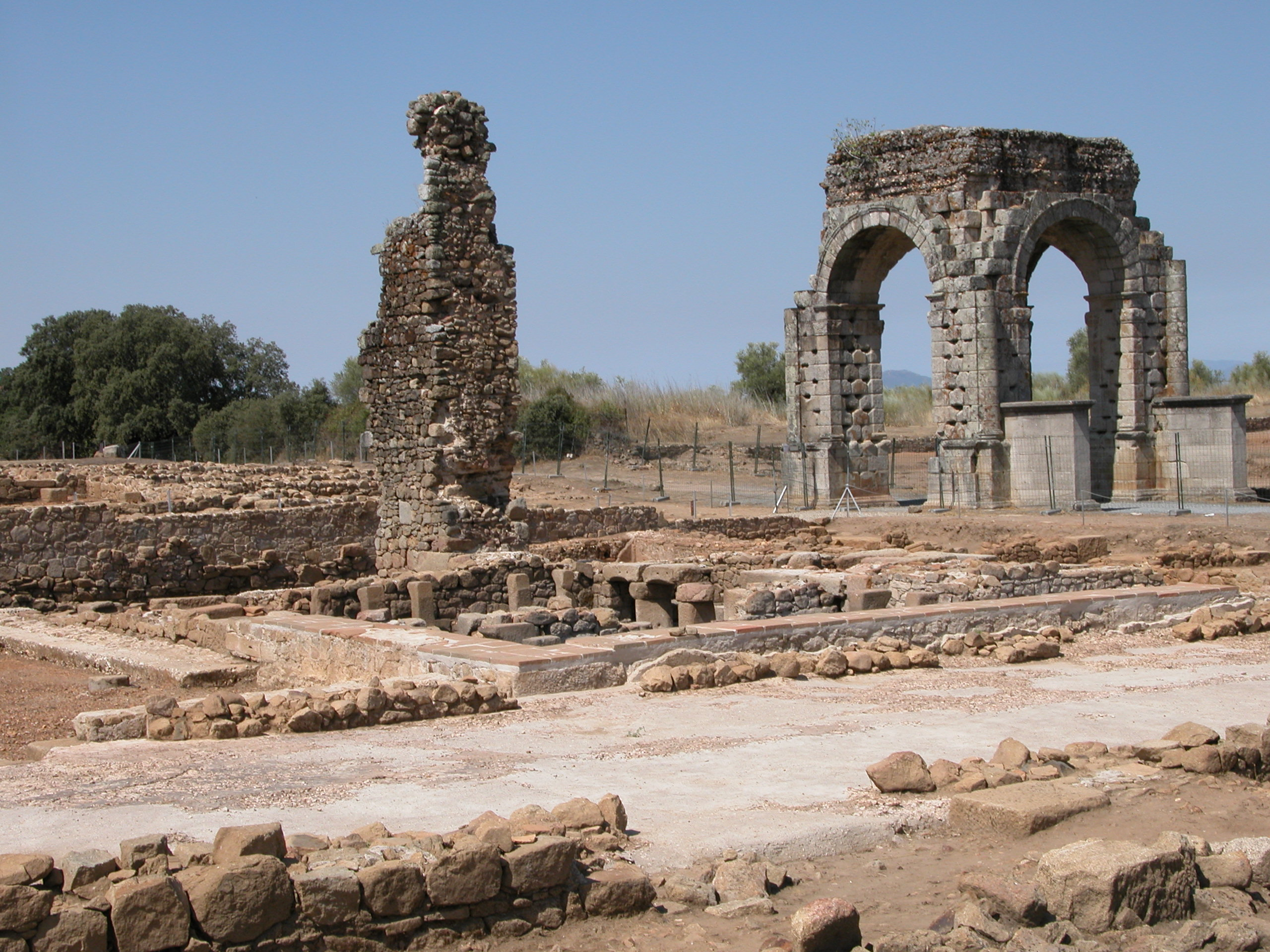
Терми і тетрапілон
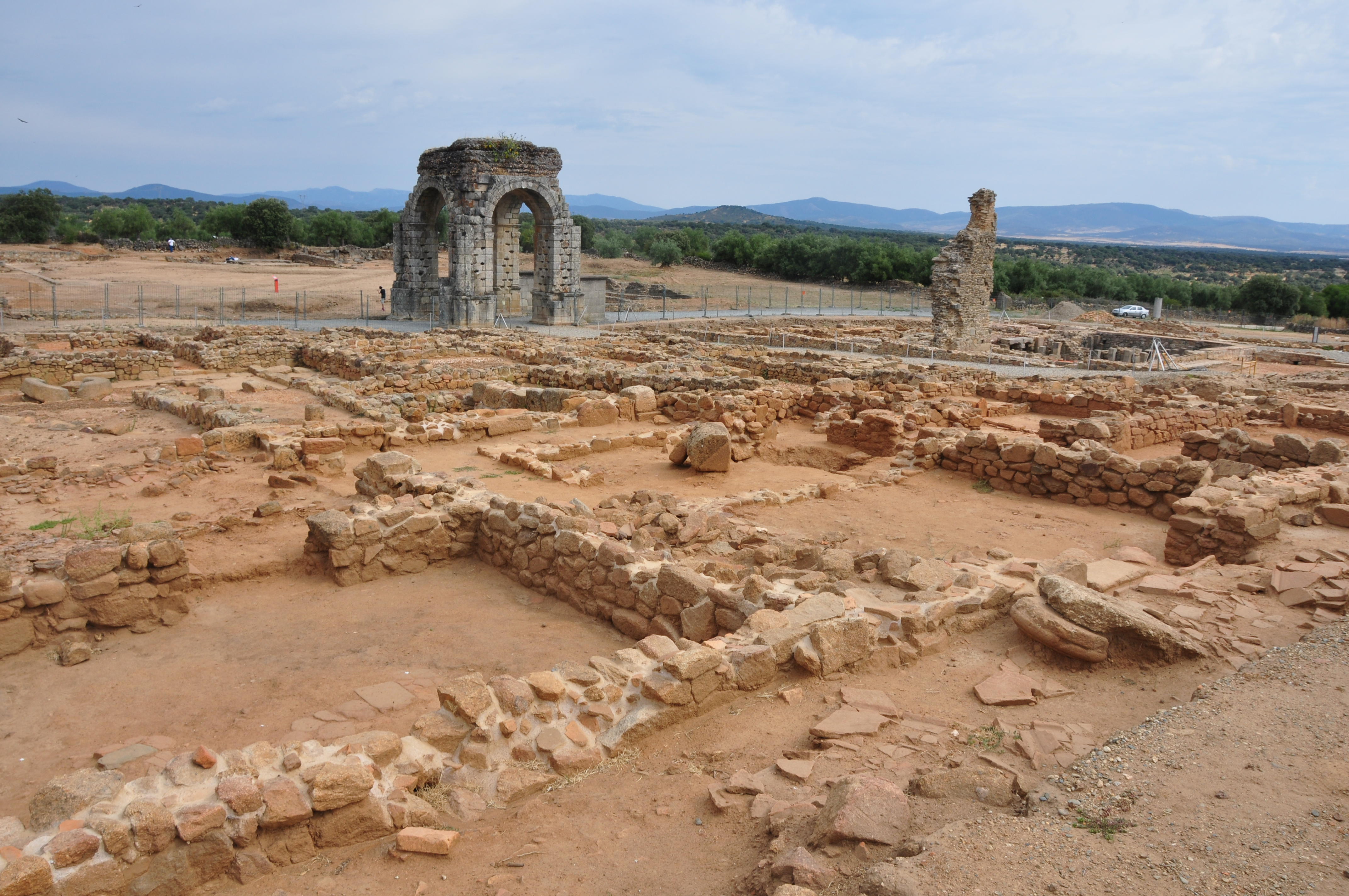
З іншого боку тетрапілон та терми
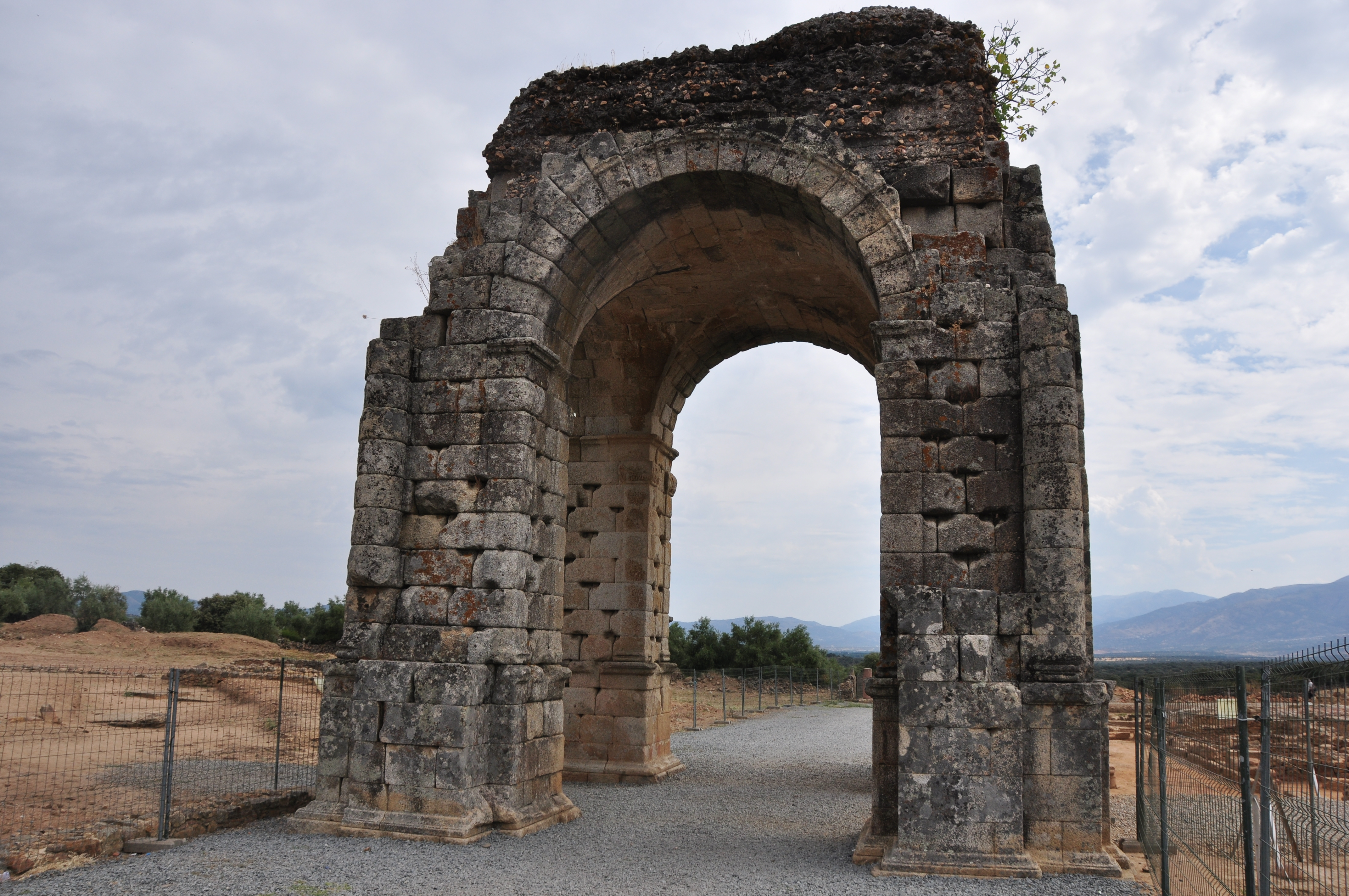
Тетрапілон
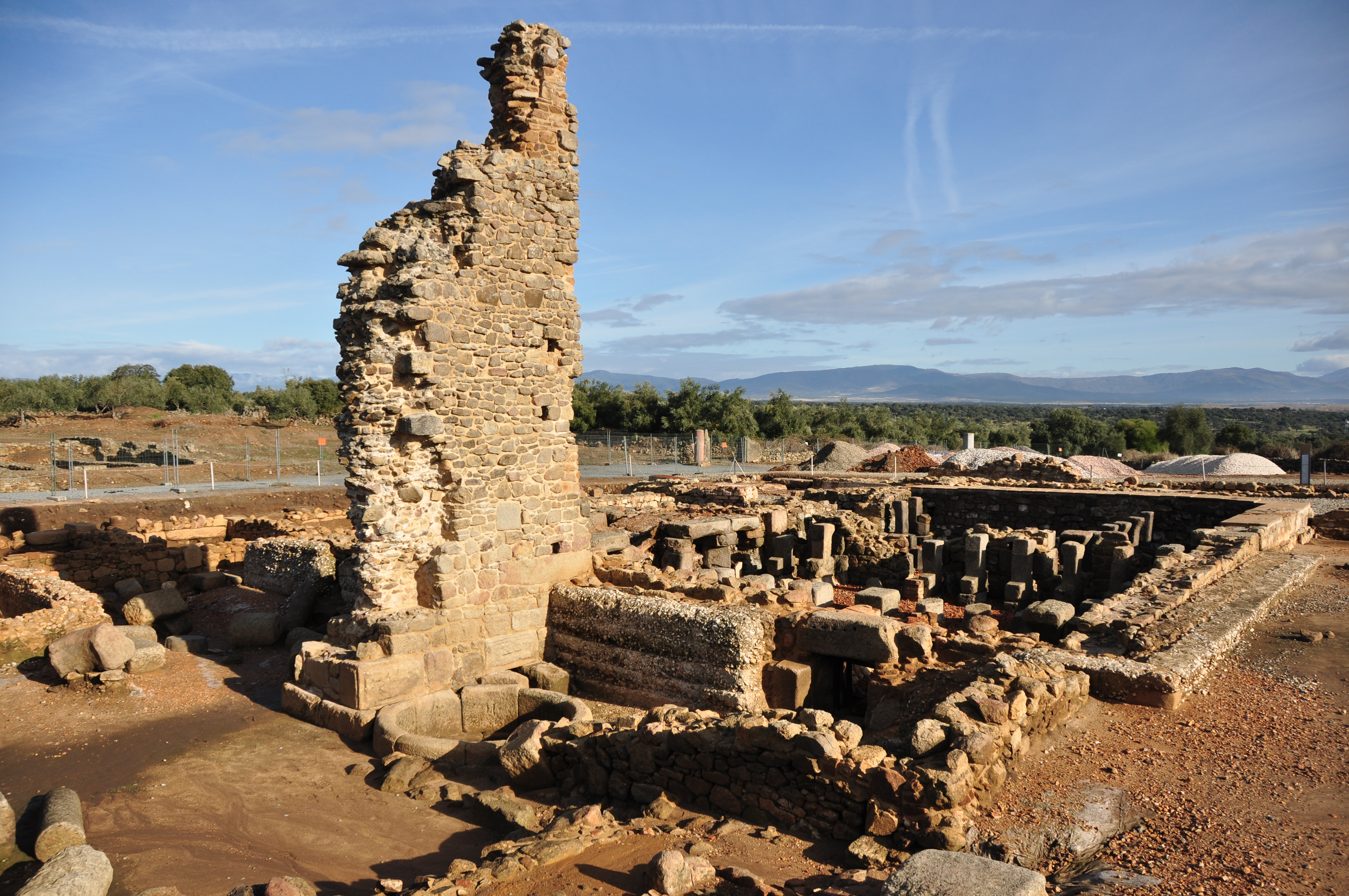
Вид на місто
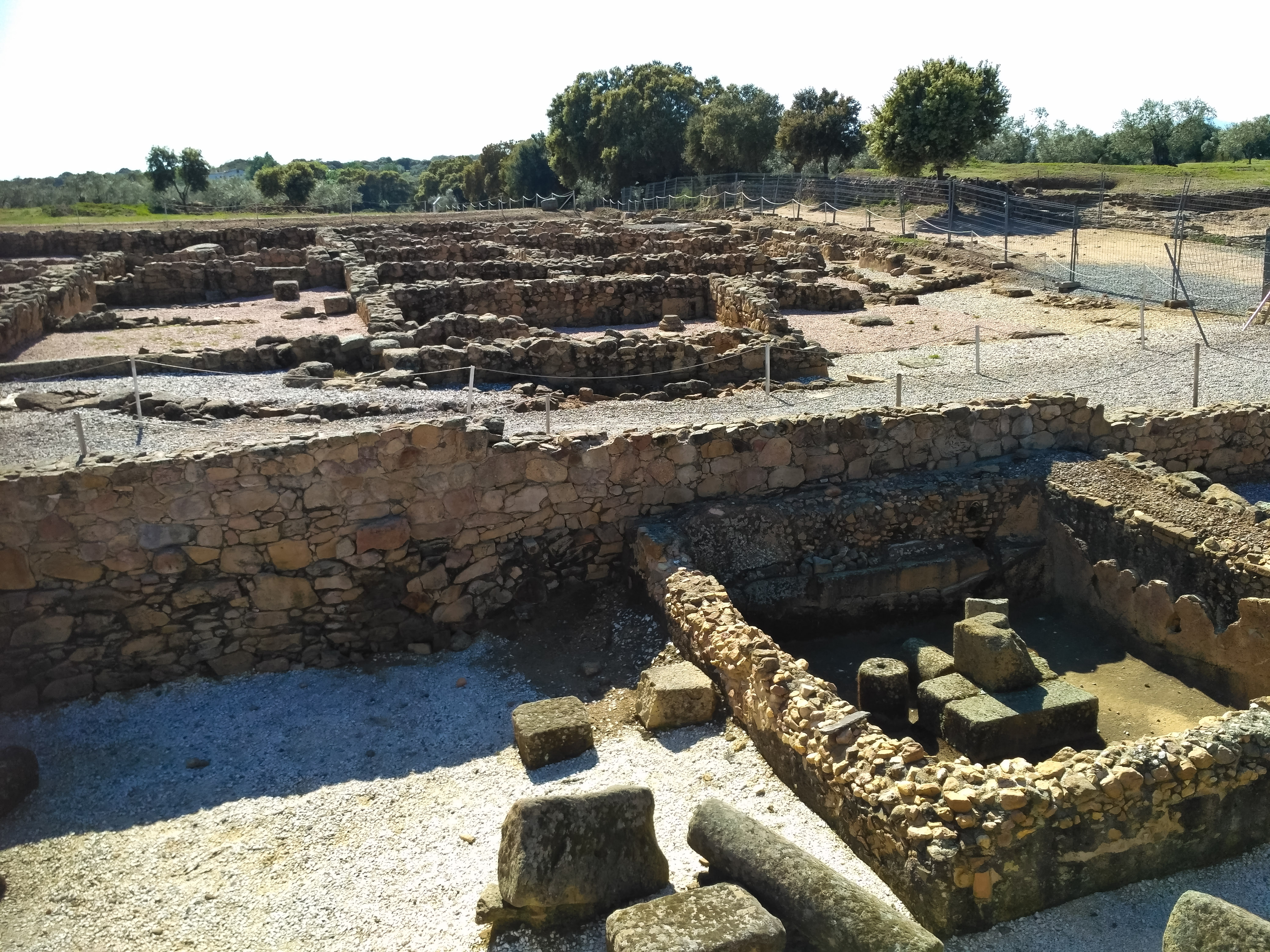
Руїни
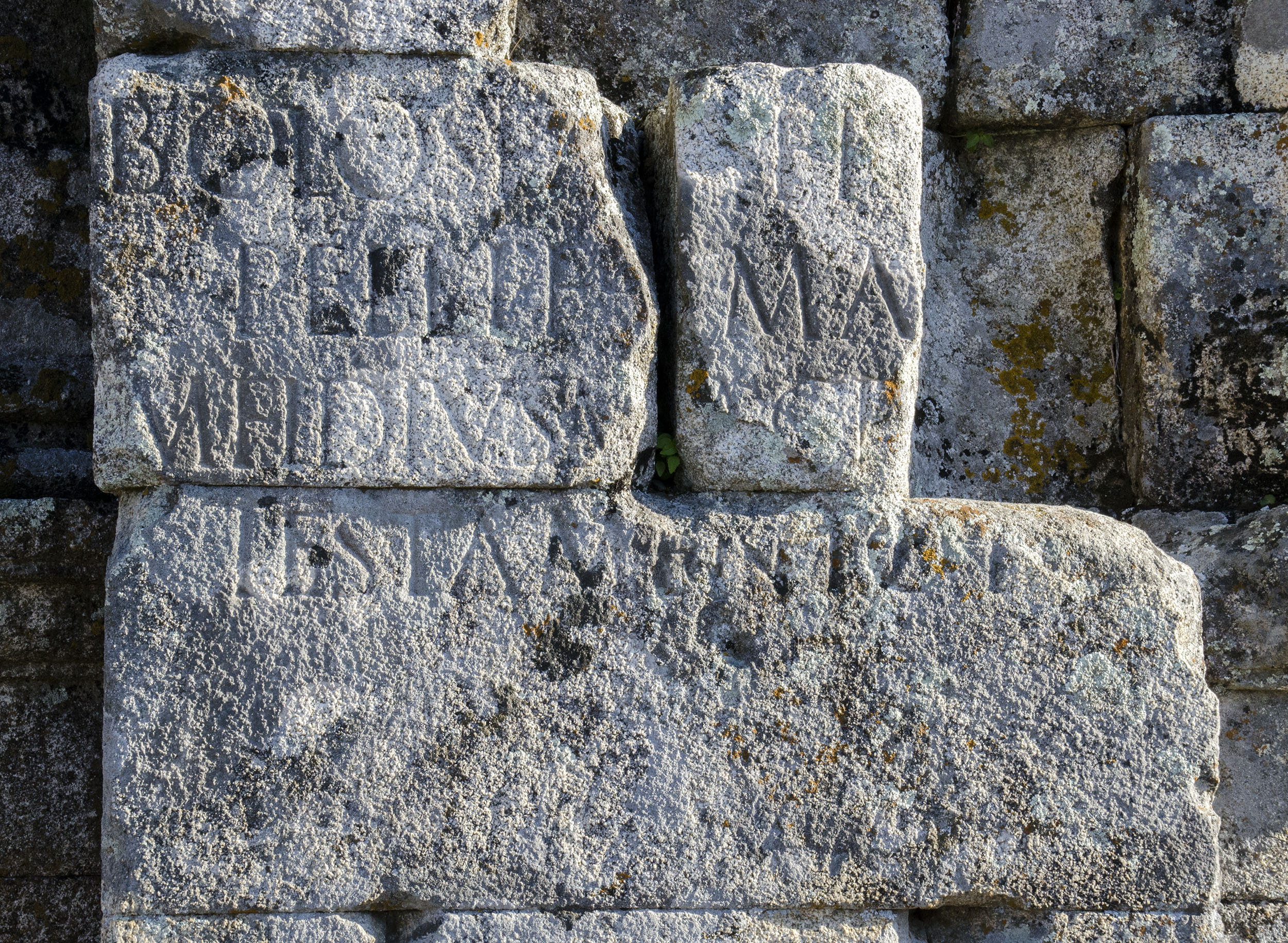
Напис на камені